# Sprint (entreprise)
Pour les articles homonymes, voir Sprint.
Sprint Corporation (NYSE : S) était une entreprise américaine de télécommunication, elle fut en 2020 le troisième opérateur de téléphonie mobile des États-Unis à la suite de sa fusion avec T-Mobile (qui devînt son nouveau nom) avec plus de 80 millions d’abonnés, derrière AT&T Mobility, Verizon Wireless,. Son siège était basé à Overland Park au Kansas. L’entreprise opérait sous les marques Sprint PCS (et anciennement : Nextel). Le groupe exerçait aussi des activités dans la téléphonie fixe et les communications longues distances.

## Histoire
L’origine de Sprint Corporation remonte à 1899 quand Cleyson Brown fonde la Brown Telephone Company dans une petite ville du Kansas: Abilene. Brown Telephone est une compagnie de téléphone fixe qui concurrence le géant AT&T. Au milieu du XXe siècle, le groupe change son nom en United Utilities, puis United Telecommunications en 1972, période à laquelle il commence à diversifier sa gamme de produits.
En 1986 United Telecommunications fusionne avec GTE Sprint et forme l'entité US Sprint. United Telecommunications, qui achète d'abord des parts d'US Sprint en 1989, activité mobile sous le nom de Sprint PCS. Le 5 octobre 1999, Sprint Corporation et MCI Worldcom annoncent un accord sur leur fusion pour 115 milliards de dollars, par échange d'actions ; cependant la fusion n'a pas eu lieu, en raison du refus du ministère de la justice américaine et de l'Union Européenne pour des soucis de concurrence. Sprint Nextel nait en 2004 de la fusion entre les deux opérateurs télécoms Sprint Corporation et Nextel. Le nouveau groupe garde un siège opérationnel Overland Park au Kansas.
Le 15 octobre 2012, le japonais SoftBank annonce vouloir prendre le contrôle de 70 % du groupe américain, Sprint Nextel, pour 20 milliards de dollars (15,4 milliards d'euros), il deviendrait alors le troisième opérateur mondial quant au chiffre d'affaires derrière le chinois China Mobile et l'américain Verizon Wireless,. L'opération restait cependant suspendue au feu vert des autorités américaines, qui veulent s'assurer que ce rapprochement ne posera pas de problème de sécurité nationale. 
En décembre 2012, Sprint Nextel annonce son souhait d'acquérir Clearwire, à la suite d'une bataille financière avec Dish Network sur cette acquisition, Sprint Nextel l'acquiert après avoir rehaussé son offre en juin 2013.
Le 15 avril 2013, le bouquet satellite américain Dish Network fait une contre-offre, valorisant Sprint à 25,5 milliards de dollars. Cette proposition, dont le but est de fusionner les deux groupes, était en grande partie en numéraire, soit 17,3 milliards de dollars, et l'autre en action (8,2 milliards de dollars). Dish, qui voulait créer ainsi un mastodonte offrant une gamme de services larges allant du satellite au téléphone portable, proposait sept dollars par action, dont 4,76 dollars en numéraire. En juin 2013, Dish rétracte son offre. 
Le 10 juillet 2013, le japonais SoftBank prend le contrôle de Sprint-Nextel en rachetant 78 % des actions, pour 21,6 milliards de dollars, Sprint-Nextel se renommant Sprint.
En juin 2014, Sprint annonçait son intention de négocier l'acquisition du 4e opérateur mobile américain, T-Mobile USA pour 32 milliards de dollars; début août 2014, il retire sa proposition d'achat, à la suite de la position négative de la FCC.
En décembre 2016, Donald Trump annonce que Sprint va rapatrier 5 000 emplois aux États Unis. En janvier 2017, Sprint acquiert une participation de 33 % dans Tidal pour 200 millions de dollars.
En novembre 2017, après des nombreuses rumeurs, Sprint et T-Mobile USA annoncent avoir renoncé à une nouvelle fusion, après en avoir discuté conjointement. Mais en avril 2018, Sprint et T-Mobile annoncent une nouvelle tentative de fusionner leurs activités,. En juin 2019, la fusion reçoit l'aval de la FCC, à la suite de cela 10 procureurs généraux de 9 États annoncent lancer des procédures juridiques contre la fusion, suivi de 4 autres peu de temps après. En juillet 2019, le ministère de la justice américain annonce donner son accord à la fusion, mais demande à T-Mobile de vendre pour 5 milliards de dollars certaines de ses activités, dont des fréquences et sa marque de carte prépayée Boost, à Dish.
Le nouvel ensemble T-Mobile USA/Sprint(80 millions de clients) est le 3e parmi les principaux opérateurs de télécommunications des États-Unis, derrière AT&T(155 millions), et  Verizon(118 millions). La nouvelle société conserve le nom de T-Mobile. La fusion T-Mobile/Sprint est motivée par l'arrivée de la 5G, déjà une réalité dans plusieurs villes des États-Unis, elle s'engage sur une couverture 5G sur 99% du territoire américain six ans après la fusion.
Début 2020, le réseau 5G de Sprint est en service dans certaines parties d’Atlanta, Houston, Dallas-Fort Worth, Kansas City, Phoenix, Arizona, la ville de New York, Washington D.C., Los Angeles, Chicago. La 5G de Sprint couvre plus de 5400 kilomètres carrés desservant une population de 11 millions d'habitants aux États-Unis.

### Articles Connexes
- T-Mobile